# Berghuset

Berghuset är namnet på en grotta på södra Mörkö i Södertälje kommun. Grottan, som är ca 40 meter lång, består av ett grottrum under ett stort flyttblock. Den har två ingångar, en större ingång norrifrån och en mindre söderifrån där man måste krypa. Omkring det stora grottrummet finns ett tiotal mindre grottor och gångar det går att krypa in i. Man når grottan via en 1,4 km lång vitmarkerad stig från parkeringsplatsen vid Svalhagen på södra Mörkö (som har broförbindelse med fastlandet och bilfärja till Södertörn).